# George A. Castor

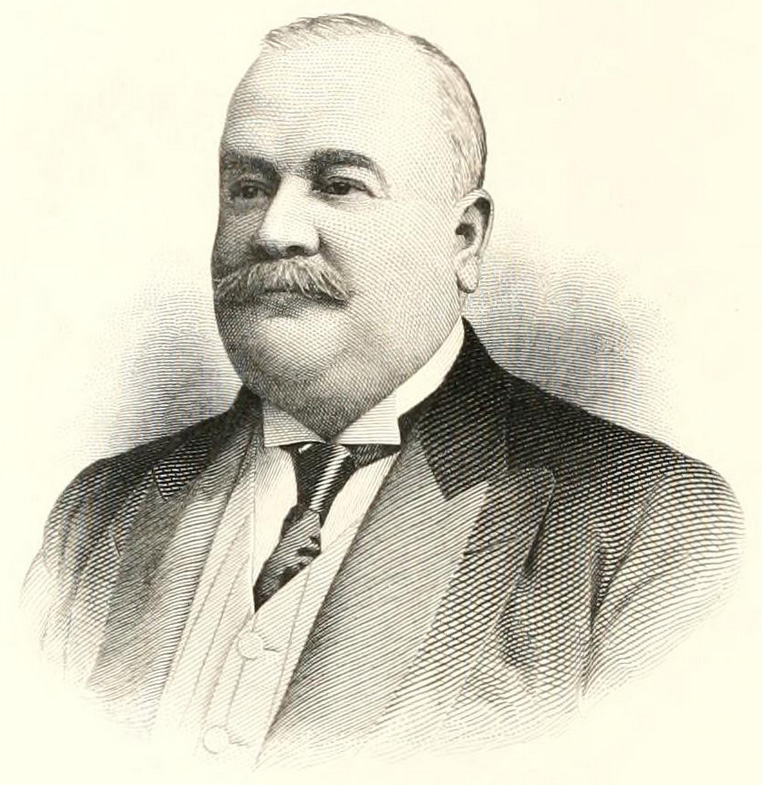
George A. Castor

George Albert Castor (* 6. August 1855 in Philadelphia, Pennsylvania; † 19. Februar 1906 ebenda) war ein US-amerikanischer Politiker. Zwischen 1904 und 1906 vertrat er den Bundesstaat Pennsylvania im US-Repräsentantenhaus.

## Werdegang
George Castor besuchte die öffentlichen Schulen seiner Heimat. Danach arbeitete er in der Bekleidungsindustrie. Er stieg in das Schneidergeschäft ein und betrieb erfolgreiche Schneidereien in New York City, Boston und Philadelphia. Politisch schloss er sich der Republikanischen Partei an. Im Jahr 1892 strebte er noch erfolglos deren Nominierung für die Kongresswahlen an. 15 Jahre lang war er Vorstandsmitglied seiner Partei in Philadelphia.
Nach dem Tod des Abgeordneten Henry Burk wurde Castor bei der fälligen Nachwahl für den zweiten Sitz von Pennsylvania als dessen Nachfolger in das US-Repräsentantenhaus in Washington, D.C. gewählt, wo er am 16. Februar 1904 sein neues Mandat antrat. Nach einer Wiederwahl konnte er bis zu seinem Tod am 19. Februar 1906 im Kongress verbleiben.